# Comité Internacional de Taxonomía de Virus
El Comité Internacional de Taxonomía de Virus (en inglés International Committee on Taxonomy of Viruses o ICTV) es el órgano que autoriza y organiza la clasificación taxonómica de los virus y los agentes subvirales. Ha desarrollado un esquema universal de clasificación con el objeto de describir todos los virus existentes. Los miembros del comité son considerados expertos mundiales en virus. El comité es dirigido por la división de virología de la Unión Internacional de Sociedades de Microbiología.
El ICTV intenta conseguir una clasificación universal que pueda funcionar como la norma que regule la descripción formal de las nuevas cepas y el ordenamiento de su ubicación dentro del esquema clasificatorio. Trabaja para que las reglas de nomenclatura y clasificación se asemejen lo más posible al estándar tradicional de la clasificación de los organismos, utilizando algunas de sus categorías, sufijos que indican el rango taxonómico y aplicando letra cursiva a los nombres de los taxones. Recientemente el ICTV ha modificado sus definiciones de especie viral, ha interrumpido sus labores en la elaboración de una base de datos con la descripción de los virus, debido a que su base de datos estaba desactualizada. En opinión de algunos autores, el ICTV también debe promover el uso de una base de datos pública, como Wikipedia, en sustitución de la base de datos original del ICTV como repositorio de los metadatos primarios de los virus individuales, y debe publicar resúmenes de sus informes en esa base de datos, para que esa información sea de acceso libre.